# Socialt entreprenörskap
Socialt entreprenörskap är entreprenörer med innovativa lösningar på samhällsproblem baserade på affärsmässiga metoder. 
Det finns många olika typer av sociala entreprenörer och sociala företag. En möjlig ägarstruktur är att en ideell förening äger ett aktiebolag. Föreningen styr över målen och bolaget arbetar affärsmässigt för att leverera den sociala nytta som föreningen beställt. Vanligt är även att verksamheten bedrivs som ett vinstinriktat men inte vinstmaximerande aktiebolag. Att inte vara vinstmaximerande är en subjektiv bedömning, därför väljer vissa sociala entreprenörer att bedriva sina bolag som AB (SvB, alltså aktiebolag med särskild vinstutdelningsbegränsning), det vill säga aktiebolag som i princip inte kan dela ut någon vinst till aktieägarna.
Likheterna mellan en "vanlig" entreprenör och en social entreprenör är stora. Sociala entreprenörer finns i alla sektorer i samhället, och de strävar som andra företag efter vinst. En vanlig skillnad är att vinsten oftast återinvesteras i det sociala företaget och i samhället i stället för att delas ut som vinst till aktieägarna.